# Bill Foulkes
William Anthony Foulkes, detto Bill (St Helens, 5 gennaio 1932 – Manchester, 25 novembre 2013), è stato un calciatore e allenatore di calcio inglese, di ruolo difensore.
È al quarto posto per numero di presenze nel Manchester United, dietro a Ryan Giggs, Bobby Charlton e Paul Scholes.
Fu uno dei sopravvissuti al disastro aereo di Monaco di Baviera, dove rimediò delle lievi ferite.

## Biografia
Foulkes nasce a St. Helens, primo di tre figli di James Foulkes e Ruth. Suo nonno fu capitano del St Helens Rugby League Football Club e fu convocato dalla Nazionale inglese di rugby. Suo padre aveva giocato nella campionato di rugby a 13 e aveva giocato a calcio nella Third Division North con la maglia del New Brighton.
Bill Foulkes gioca inizialmente nella società calcistico Whiston Boys Club, lavorando anche come minatore, lavoro che continua a praticare fino alla metà degli anni cinquanta, quando diviene un titolare inamovibile della prima squadra del Manchester United.
Sposa Teresa Suffler nella primavera del 1955. Hanno tre figli: Stephen (nato nel 1958), Geoff (nato nel 1962) e Amanda (nata nel 1963). In seguito hanno avuto sette nipoti.
Il 25 novembre 2013 muore all'età di 81 anni.

## Caratteristiche tecniche
Era un difensore centrale.

## Carriera

### Calciatore
Bandiera e leggenda dei Red Devils, scese in campo con i colori dell'United in 688 occasioni, secondo solo a Bobby Charlton e Ryan Giggs. Fece parte dei Busby Babes degli anni cinquanta e della squadra dei successi degli anni sessanta, vincendo in totale quattro campionati, una FA Cup e una Coppa dei Campioni. 

#### Manchester United

##### 1950-1957
Viene scoperto dal Manchester United nel 1950, mentre gioca per il Whiston Boys Club. Viene aggregato alla squadra giovanile dei Red Devils nel marzo del 1950.
Cresciuto nelle giovanili del Manchester United, il 13 dicembre 1952 esordisce in campionato giocando una partita contro il Liverpool, poco prima dei vent'anni: l'United vince l'incontro per 2-1. In questo periodo continua a lavorare nella miniera di carbone, pensando di non essere abbastanza bravo per dedicarsi a tempo pieno al calcio. Nella stagione seguente, il 2 gennaio del 1954, Foulkes segna una delle sue poche reti realizzate durante diciott'anni, nella partita contro il Newcastle United, tirando presso la linea del centrocampo. Il Manchester conclude l'annata al quinto posto in campionato.
Nella stagione 1955-1956 vince il suo primo campionato con la maglia dello United. Verso la fine della stagione Foulkes viene chiamato per alcuni impegni con l'Under-23 e allora Matt Busby comincia a schierare Ian Greaves nel ruolo di terzino destro. Foulkes decide di allenarsi duramente per riottenere il suo ruolo da titolare e i suoi sforzi vengono ripagati: in seguito ritorna ad essere utilizzato molto frequentemente fino alla fine degli anni sessanta.
Vincendo il torneo inglese del 1956 l'United ottiene l'automatica ammissione alla Coppa Campioni della stagione successiva. Nonostante le obiezioni della Football League i Red Devils giocano il torneo europeo: Foulkes gioca otto incontri aiutando il Manchester United a raggiungere le semifinali, dove il Real Madrid esclude gli inglesi dalla competizione (5-3 tra andata e ritorno). Nello stesso anno raggiunge la finale di FA Cup perdendo contro l'Aston Villa e riesce a difendere il titolo conquistato nell'annata precedente, vincendo nuovamente il campionato.

##### Il disastro aereo di Monaco

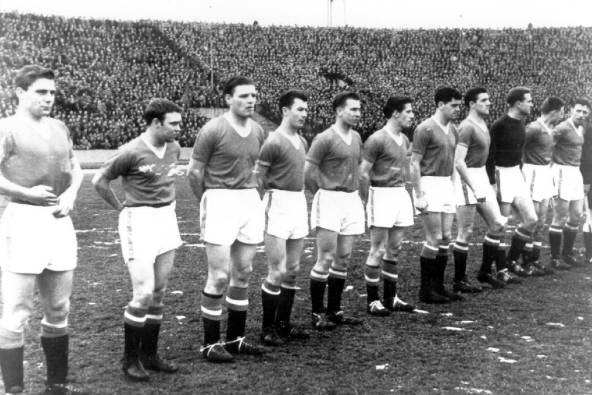
Ultima formazione dei Busby Babes in campo a Belgrado.

In ottobre l'United vince la Charity Shield superando l'Aston Villa 4-0. Durante la stagione la squadra è impegnata nuovamente in Coppa Campioni: dopo aver superato i primi turni, gli inglesi superano anche la Stella Rossa di Belgrado (5-4 complessivo di andata e ritorno) e durante il viaggio di ritorno avviene il disastro aereo di Monaco di Baviera: l'aereo che doveva riportare la squadra a Manchester si ferma a Monaco per rifornirsi di carburante e durante il terzo tentativo di volo l'aereo inizialmente arriva ad una velocità idonea per far partite il decollo ma nel tratto finale perde accelerazione, arrivando ad una velocità troppo bassa per volare e con ancora troppa poca pista per interrompere il decollo, causando lo schianto contro una recinzione e contro una casa.
Di quell'episodio Foulkes ricorda:
(Foulkes)
L'aereo si era rotto proprio sotto il sedile di Foulkes: nello schianto, la bottiglia di gin regalata dell'ambasciata britannica dopo la vittoria di Belgrado, che il calciatore aveva messo nella griglia sopra di sé insieme al cappotto, cadde sulla testa di Foulkes, e quella fu l'unica ferita che riportò nell'incidente. Immediatamente dopo lo schianto Foulkes si slacciò la cintura di sicurezza e corse a circa 50 metri di distanza dal velivolo: quando si voltò vide che l'aereo era distrutto. In seguito disse:
(Foulkes)
I 23 feriti furono portati all'ospedale ma Foulkes passa la notte in un hotel assieme a Gregg. Nella mattina seguente, Foulkes ha visitato i suoi compagni in ospedale. Visita Duncan Edwards, Johnny Berry, Jackie Blanchflower, Viollet, Scanlon, Charlton e Ray Wood. Quindi, ricorda: "stavo cominciando a pensare che non fosse andata tanto male ma quando chiesi dove fossero gli altri l'infermiera mi rispose "Sono solo loro, tutti gli altri sono morti".
Solo allora Foulkes realizza l'orrore della tragedia. Sette dei suoi compagni (Mark Jones, David Pegg, Roger Byrne, Geoff Bent, Eddie Colman, Liam Whelan e Tommy Taylor) morirono nell'incidente. Edwards perì quindici giorni dopo in seguito alle ferite riportate. Il segretario della società Walter Crickmer e gli allenatori Tom Curry e Bert Whalley furono anch'essi coinvolti mortalmente nel disastro aereo. Berry e Blanchflower sopravvissero ma non poterono più proseguire l'attività a causa delle ferite riportate. Foulkes fu tra i pochi sopravvissuti assieme a Busby, Charlton, Gregg, Morgans, Scanlon, Viollet e Wood.

##### 1958–1970
Subito dopo l'incidente, Foulkes eredita la fascia di capitano al posto di Byrne, tra le vittime dell'incidente. Lo United raggiunge la finale della FA Cup 1957-1958 perdendo la finale contro il Bolton per 2-0. In campionato la squadra chiude al nono posto mentre in Europa non basta il 2-1 ottenuto in casa contro il Milan perché gli italiani rimontano 4-0 a Milano.
Nelle quattro stagioni seguenti lo United continua il suo momento negativo concludendo il campionato al secondo, al settimo posto (nel 1958-1959 e nel 1960-1961) e al quindicesimo posto e neanche in FA Cup i Red Devils riescono ad andare bene. Nella stagione 1962-1963 la società rischia la retrocessione, terminando il torneo al diciannovesimo posto, ma vincendo la FA Cup battendo il Leicester City in finale per 3-1. Durante questo periodo, Foulkes non è riuscito a riprendersi completamente dall'incidente aereo: "ho perso molto peso, non mangiavo più, non dormivo più. Avevo perso la condizione e la forma fisica e vorrei davvero averne avute abbastanza". Il 10 ottobre del 1960, Busby schiera Foulkes come difensore centrale per la prima volta. Nella stagione 1963-1964 il Manchester United finisce al secondo posto, mentre nel 1965 ritorna a vincere il campionato inglese. Dal 1965 lui e Charlton rimangono gli unici calciatori in squadra ad essere sopravvissuti a Monaco di Baviera. Nell'annata seguente Foulkes aiuta lo United a vincere ancora il campionato, vincendo il suo quarto titolo inglese, più di ogni altro giocatore dei Red Devils della sua epoca.
Dopo aver vinto il campionato, nella stagione europea 1966-1967, gli inglesi sconfiggono Hibernians, Sarajevo e Górnik Zabrze, affrontando il Real Madrid in semifinale: Foulkes non gioca l'incontro d'andata all'Old Trafford e gli inglesi vincono 1-0. Nella partita di ritorno il Real Madrid finisce il primo tempo sul 3-1: nella ripresa lo United accorcia segnando il 3-2 e al 78' George Best crossa verso l'area di rigore e Foulkes segna la rete del 3-3, firmando uno dei gol più importanti della sua carriera, portando gli inglesi alla finale. Contro il Benfica a Wembley, Foulkes gioca come difensore centrale. La sfida viene decisa ai tempi supplementari a favore del Manchester United che segna tre reti portandosi sul 4-1 e alzando la prima Coppa dei Campioni della propria storia, prima squadra inglese a vincere il trofeo. In seguito Foulkes dichiarerà che vincere la competizione lo ha aiutato a "superare il trauma dell'incidente".
Dopo aver vinto la Coppa Campioni voleva ritirarsi ma Busby lo convinse a giocare per altre due stagioni. Nella stagione seguente lo United conclude il campionato all'undicesimo posto e nel 1970 Wilf McGuinness (che aveva giocato con Foulkes verso la fine degli anni cinquanta) sostituisce Busby alla guida dei Red Devils. Foulkes gioca solo tre incontri sotto la guida di McGuinness, l'ultimo nella sconfitta rimediata contro il Southampton per 4-1, il 16 agosto del 1969. Il primo giugno del 1970, all'età di 38 anni, annuncia il suo ritiro dall'attività.
Durante la sua carriera gioca 688 incontri con lo United segnando 9 reti.

#### Nazionale
Il 2 ottobre del 1954 gioca a Belfast il suo unico incontro con la Nazionale inglese, schierato come terzino destro: la sfida contro l'Irlanda del Nord, valida per il torneo Interbritannico, viene vinta per 0-2 dagli inglesi, che in seguito si aggiudicheranno anche l'edizione 1954-1955 del torneo. Solo dopo questa partita Foulkes smette di lavorare alla miniera. Nel 1955 gioca due partite con l'Under-23 inglese.

### Allenatore
Dopo essersi ritirato, ha allenato la squadra giovanili del Manchester United tra il 1970 e il 1975, quando ha lasciato la società dopo 25 anni di servizio ininterrotto.
In seguito ha allenato il club non professionistico del Witney United. Tra il 1975 e il 1980 allena le squadre statunitensi dei Chicago Sting, da cui viene esonerato e sostituito dall'assistente Willy Roy nella stagione 1977, dei Tulsa Roughnecks, dai quali si dimette per contrasti con la dirigenza e sostituito dal calciatore Alex Skotarek, e del San Jose Earthquakes, società militanti in North American Soccer League. Dopo si trasferisce in Norvegia, dove allena Steinkjer, IL Bryn, Lillestrøm e Viking. Nel 1988 guida l'FC Mazda, società nipponica che allena fino al 1991, quando ritorna in patria.

## Dopo il ritiro
Nell'ottobre del 1982 ha messo all'asta dei cimeli della sua carriera, poiché aveva bisogno di soldi. Mise all'asta venti oggetti, guadagnando 35.000 sterline, tra cui tutte le sue medaglie, la medaglia della Coppa Campioni (£ 11.000) e la maglia che ha indossato nella finale della Coppa dei Campioni (£ 1.800).
La medaglia della Coppa dei Campioni di Foulkes è stata rivenduta ad un'asta nel novembre del 2012 come parte di una collezione di oggetti sportivi per £ 40.000.
Nel 2000 è stato a capo della FA di Manchester, e gli è stato spesso chiesto di guidare i visitatori giapponesi nei luoghi presso lo stadio per via della sua esperienza da allenatore in Giappone durante la quale ha imparato il giapponese.
Nell'aprile del 2011 viene interpretato da James Callas Ball nella fiction della BBC "United", una serie televisiva incentrata sul disastro aereo di Monaco di Baviera. Nonostante ciò, il personaggio di Foulkes non era tra i più importanti e non è stato messo nemmeno nei titoli della serie. Lo stesso Foulkes non ha preso parte alle riprese a causa delle sue condizioni di salute.

## Statistiche

### Presenze e reti nei club
| Stagione        | Squadra         | Campionato      | Campionato | Campionato | Coppe nazionali | Coppe nazionali | Coppe nazionali | Coppe continentali | Coppe continentali | Coppe continentali | Altre coppe | Altre coppe | Altre coppe | Totale | Totale |
| Stagione        | Squadra         | Comp            | Pres       | Reti       | Comp            | Pres            | Reti            | Comp               | Pres               | Reti               | Comp        | Pres        | Reti        | Pres   | Reti   |
| --------------- | --------------- | --------------- | ---------- | ---------- | --------------- | --------------- | --------------- | ------------------ | ------------------ | ------------------ | ----------- | ----------- | ----------- | ------ | ------ |
| 1952-1953       | Manchester Utd  | 1D              | 2          | 0          | FACup           | 0               | 0               | -                  | -                  | -                  | -           | -           | -           | 2      | 0      |
| 1953-1954       | Manchester Utd  | 1D              | 32         | 1          | FACup           | 1               | 0               | -                  | -                  | -                  | -           | -           | -           | 33     | 1      |
| 1954-1955       | Manchester Utd  | 1D              | 41         | 0          | FACup           | 3               | 0               | -                  | -                  | -                  | -           | -           | -           | 44     | 0      |
| 1955-1956       | Manchester Utd  | 1D              | 26         | 0          | FACup           | 1               | 0               | -                  | -                  | -                  | -           | -           | -           | 27     | 0      |
| 1956-1957       | Manchester Utd  | 1D              | 39         | 0          | FACup           | 6               | 0               | CC                 | 8                  | 0                  | SI          | 1           | 0           | 54     | 0      |
| 1957-1958       | Manchester Utd  | 1D              | 42         | 0          | FACup           | 8               | 0               | CC                 | 8                  | 0                  | SI          | 1           | 0           | 59     | 0      |
| 1958-1959       | Manchester Utd  | 1D              | 32         | 0          | FACup           | 1               | 0               | -                  | -                  | -                  | -           | -           | -           | 33     | 0      |
| 1959-1960       | Manchester Utd  | 1D              | 42         | 0          | FACup           | 3               | 0               | -                  | -                  | -                  | -           | -           | -           | 45     | 0      |
| 1960-1961       | Manchester Utd  | 1D              | 40         | 0          | FACup+FLC       | 3+2             | 0+0             | -                  | -                  | -                  | -           | -           | -           | 45     | 0      |
| 1961-1962       | Manchester Utd  | 1D              | 40         | 0          | FACup           | 7               | 0               | -                  | -                  | -                  | -           | -           | -           | 47     | 0      |
| 1962-1963       | Manchester Utd  | 1D              | 41         | 0          | FACup           | 6               | 0               | -                  | -                  | -                  | -           | -           | -           | 47     | 0      |
| 1963-1964       | Manchester Utd  | 1D              | 41         | 1          | FACup           | 7               | 0               | CdC                | 6                  | 0                  | SI          | 1           | 0           | 55     | 1      |
| 1964-1965       | Manchester Utd  | 1D              | 42         | 0          | FACup           | 7               | 0               | CdF                | 11                 | 0                  | -           | -           | -           | 60     | 0      |
| 1965-1966       | Manchester Utd  | 1D              | 33         | 0          | FACup           | 7               | 0               | CC                 | 8                  | 0                  | -           | -           | -           | 48     | 1      |
| 1966-1967       | Manchester Utd  | 1D              | 33         | 4          | FACup+FLC       | 1+1             | 0+0             | -                  | -                  | -                  | -           | -           | -           | 35     | 4      |
| 1967-1968       | Manchester Utd  | 1D              | 24         | 1          | FACup           | 0               | 0               | CC                 | 6                  | 1                  | SI          | 1           | 0           | 31     | 2      |
| 1968-1969       | Manchester Utd  | 1D              | 13         | 0          | FACup           | 0               | 0               | CC                 | 5                  | 0                  | CI          | 2           | 0           | 20     | 0      |
| 1969-1970       | Manchester Utd  | 1D              | 3          | 0          | FACup           | 0               | 0               | -                  | -                  | -                  | -           | -           | -           | 3      | 0      |
| Totale carriera | Totale carriera | Totale carriera | 566        | 7          |                 | 64              | 0               |                    | 52                 | 2                  |             | 6           | 0           | 688    | 9      |

## Palmarès

### Giocatore

#### Competizioni nazionali
- Campionato inglese: 4

Manchester Utd: 1955-1956, 1956-1957, 1964-1965, 1966-1967
- Charity Shield: 4

Manchester Utd: 1956, 1957, 1965, 1967
- Coppa d'Inghilterra: 1

Manchester Utd: 1962-1963

#### Competizioni internazionali
- Coppa dei Campioni: 1

Manchester Utd: 1967-1968